# Шире круг
«Ши́ре круг» — эстрадная телепрограмма, впервые вышедшая в эфир 30 декабря 1976 года на Центральном телевидении СССР.

В съёмках участвовали звёзды эстрады и самодеятельные артисты.

## История
Программа создалась в Главной редакции народного творчества Центрального телевидения. Автором и главным редактором была Ольга Молчанова, режиссёрами — Геннадий Бичурин и Марк Рождествин. Изначально целью программы был поиск талантливых, но пока неизвестных исполнителей и ведущих. Молодые таланты показывали себя в различных областях эстрадного искусства: танец, песня, инструментальная и фольклорная музыка, народное творчество, цирковой жанр. На сцене могли выступать крановщики, инженеры, библиотекари, учители, строители, медсёстры, продавцы, школьники и рабочие заводов.
В первой телепередаче участвовали коллективы художественной самодеятельности, начинающие музыканты, а не популярные артисты. Например, в этом выпуске выступил композитор и певец Юрий Антонов с песней «Крыша дома твоего», впоследствии ставшей хитом.
Скоро программа стала популярной у зрителей, и в эфир всё больше начали приглашать молодых эстрадных певцов-профессионалов. Так начинали свою карьеру Филипп Киркоров, Алексей Глызин, Ольга Зарубина, Александр Серов, Юрий Лоза, Леонид Агутин, Дмитрий Маликов, Валерия, Вячеслав Малежик, Екатерина Семёнова, Ярослав Евдокимов, Александр Малинин, Таисия Литвиненко, Надежда Чепрага, Анне Вески, Вячеслав Добрынин, Алёна Апина, Наташа Королёва, Михаил Задорнов, Геннадий Ветров, Юлиан, группы «Секрет», «Иванушки International».
Также участвовали в съёмках и известные композиторы: Владимир Шаинский, Александр Добронравов, Раймонд Паулс.
У программы не было постоянного ведущего и в разные годы программу вели различные популярные артисты.
Программа снималась не только в телестудии «Останкино», был ряд выездных съёмок в различных городах СССР, в дворцах спорта и дворцах культуры (Пятигорск, Одесса, Нижний Новгород, Череповец, Иркутск).
В 1983 году Юрий Антонов представил свою новую песню «Шире круг» на стихи Леонида Фадеева, ставшую впоследствии заглавной песней программы. Эту песню исполнял ВИА «Синяя птица».
С 23 сентября 2000 года программа начала выходить на телеканале «ТВ Центр».
В разные годы ведущими были Вячеслав Малежик, Екатерина Семёнова, Татьяна Меньшикова, Юрий Охочинский, Рафаэль Циталашвили, Максим Леонидов, Владимир Данилин, Татьяна Веденеева, Валентина Легкоступова, Павел Смеян, Виктор Кривонос, Ольга Денисенко, Илона Броневицкая, Юрий Антонов, Филипп Киркоров, Жасмин, Алёна Апина, Геннадий Ветров.
В мае 2002 года создатель программы, продюсёр и художественный руководитель Ольга Молчанова была награждена национальной российской музыкальной премией «Овация» в номинации «За особый вклад в развитие музыкального телевидения».
1 января 2007 года на телеканале «ТВ Центр» вышел праздничный выпуск-концерт, посвящённый 30-летию программы.

## Семья Овечкиных
В 1985 году в программе выступила многодетная семья Овечкиных из Иркутска со своим джазовым самодеятельным ансамблем «Семь Симеонов». Дети исполнили инструментальную композицию про отважного капитана, номер имел большой успех. Об Овечкиных писали в прессе, сняли документальный фильм. 
8 марта 1988 года эти, уже подросшие, музыканты захватили самолёт с заложниками с целью бежать из СССР (отъезд из СССР властями в то время (ещё со времеён Сталина)  рассматривался как "предательство Родины"). Попытка угона самолёта не удалась, при штурме погибли девять человек (мать Нинель Овечкина и четверо её старших сыновей), бортпроводница Тамара Жаркая и трое пассажиров. Ранения и травмы получили 19 человек (двое Овечкиных, два сотрудника милиции и пятнадцать пассажиров).

## Предшествующие телепередачи
Программе «Шире круг» предшествовали передачи «Экран собирает друзей», «Музыкальный турнир городов», «Телетеатр принимает гостей», «Карусель». С ростом технических возможностей телевидения редакция стала готовить более сложные передачи. Например, в «Музыкальном турнире городов» в прямом эфире проводилось зрительское голосование: девушки-инженеры сидели за установленными для них пультами связи и подсчитывали голоса телезрителей после окончания выхода в эфир одного из городов, данные передавали председателю жюри для опубликования в эфире.